# Kingdom Come (Anna Bergendahl)
Kingdom Come è un singolo della cantante svedese Anna Bergendahl, pubblicato il 22 febbraio 2020 su etichetta discografica Freebird Entertainment, parte del gruppo della Warner Music Sweden. Il brano è scritto dalla stessa interprete con Bobby Ljunggren, Thomas G:son ed Erik Bernholm.
Con Kingdom Come la cantante ha preso parte a Melodifestivalen 2020, la competizione canora svedese utilizzata come processo di selezione per l'Eurovision Song Contest 2020. Essendo risultata una delle due più votate dal pubblico fra i sette partecipanti alla sua semifinale, ha avuto accesso diretto alla finale del 7 marzo, dove si è classificata al 3º posto su 12 partecipanti con 107 punti totalizzati.

## Tracce
1. Kingdom Come – 3:00

## Classifiche
| Classifica (2020) | Posizione massima |
| ----------------- | ----------------- |
| Svezia            | 9                 |